# Doba (Einheit)
Doba war ein Volumenmaß in den Nagybanyer Werken für Kupfer in Ungarn und wurde aber zu den Kohlenmaßen gerechnet. Doba war auch in Französisch-Ostindien ein Volumenmaß für Öl.

## Ungarn
- 2 Doba = 1 Saum = 12,776 Kubikfuß (Wiener = 31.585,111 Liter[1]) = 403,53 Kubikmeter (errechn.)
- 1 Doba = 201,76 Kubikmeter (errechn.)

## Französisch-Ostindien
- 1 Doba = 16 Markals = 47,856 Liter[2]